# Oncocnemis deserticola
Oncocnemis deserticola là một loài bướm đêm trong họ Noctuidae.